# Guido Kaczka
Guido Martín Kaczka (Buenos Aires, 2 de Fevereiro de 1978) É um ator, produtor e apresentador de televisão argentino.

## Biografia
De ascendência polonesa, Guido Kaczka tem quatro irmãos. Na televisão, trabalhou em "Clave de sol", "Grande pa!", "Chiquititas", "Alta comedia", "Polémica en el bar", "Verano del '98", “Rincón de Luz” e “Los pensionados”, entre outros trabalhos.
Entre 2005 a 2009, liderou um programa de entretenimento em que duas equipes de estudantes competem por uma viagem de formatura para Bariloche, chamado "The Last Passenger", (No Brasil, O Último Passageiro) emitido pela Telefe. Na Argentina, foi indicado a dois prêmios Martin Fierro de "Melhor Programa de Entretenimento" (2006-2007). O programa também tem uma versão peruana de transmissão pelo canal 2 e outro chileno transmitido pela TVN.
Em 2010, pela Telefe apresentou um programa de entretenimento chamado "Alto Juego".
Em 2011, ele começou um novo programa com o tema do "O último passageiro", No Canal El Trece chamado "Bariló, a todo o nada". Onde Continua apresentando atualmente.